# Mittelbergheim
 Mittelbergheim (en alsacià Míttelbarige) és un municipi francès, situat a la regió del Gran Est, al departament del Baix Rin. L'any 1999 tenia 617 habitants.
Forma part del cantó d'Obernai, del districte de Sélestat-Erstein i de la Comunitat de comunes del Pays de Barr.

## Demografia
| 1962 | 1968 | 1975 | 1982 | 1990 | 1999 |
| ---- | ---- | ---- | ---- | ---- | ---- |
| 613  | 640  | 651  | 647  | 628  | 617  |

## Administració
| Període | Identitat     | Partit |
| ------- | ------------- | ------ |
| 2001-   | Alfred Hilger |        |